# Robert Craft
Robert Lawson Craft (Kingston, Nova York, 20 d'octubre de 1923 - Gulf Stream, Florida, 10 de novembre de 2015) va ser un director d'orquestra i musicòleg estatunidenc. Era molt conegut per la seva estreta i fructífera amistat amb el compositor Ígor Stravinski, una relació que va resultar en una quantitat d'enregistraments i llibres.